# Tiszaveresmart
Tiszaveresmart, 1901-ig Veresmart (románul: Tisa, 1964-ig Virișmort, ukránul: Микiв) falu Romániában, Máramaros megyében.

## Fekvése
Máramarosszigettől hét kilométerre keletre, az Ukrajnával határfolyót képező Tisza bal partján fekszik.

## Nevének eredete
Neve a veres + mart ('part') jelzős szóösszetételből való. Először 1374-ben Veresmart és Veresmarth alakban említették. Hivatalos román nevét a Tisza folyóról kapta.

## Története
Határában hallstatti települést tártak fel. 1374 és a 15. század vége között nagyrészt a helyi, valószínűleg román eredetű nemesi család, az Úrmezei Veresmartiak birtoka volt. Akkor a Pogány család szerezte meg, amely évszázadokon keresztül birtokolta. 1676-ban már biztosan ruszin lakosságú település volt. Először 1840-ben említették zsidó lakóit, akik akkor huszan voltak. 1878-ban a máramarosszigeti járástól a tiszavölgyihez csatolták, később visszacsatolták a szigetihez. Római katolikusai 1923-ban a görögkatolikusokkal építettek közös fatemplomot, miután a görögkatolikusok többsége ugyanazon évben áttért az ortodox vallásra. Mai római katolikus temploma 1959-ben épült, egyháza Rónaszék filiája. Újabban eredetmegjelölésként jegyezték be a tiszaveresmarti ementáli sajtot és sózott túrót (telemea).
1838-ban 210 görögkatolikus, 25 zsidó és 16 római katolikus vallású lakosa volt.
1880-ban 406 lakosából 157 volt ruszin, 126 magyar, 60 német és 38 román anyanyelvű; 249 görög, 107 római katolikus, 42 zsidó és 8 református vallású.
2002-ben 1345 lakosából 920 volt román, 220 ukrán és 200 magyar nemzetiségű; 914 ortodox, 200 római katolikus és 129 görögkatolikus vallású.

## Közlekedés
A települést érinti a Szálva–Alsóvisó–Visóvölgy–Máramarossziget-vasútvonal.

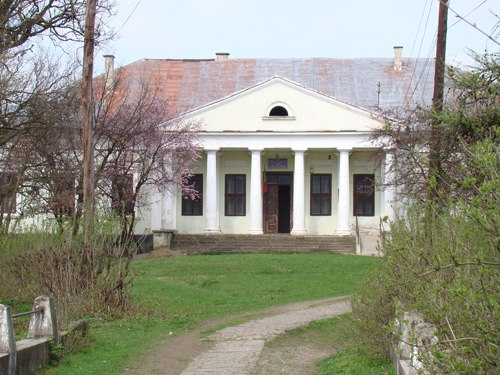
Szaplonczai-udvarház

## Látnivalók
- Maria és Nicolae Pipaș magángyűjteménye az egyik legnagyobb nyilvános magángyűjtemény Romániában. A múzeum darabjai között régi csipkék, hímzések, porcelánok, metszetek, szacsali kerámia, ikonok, rézüstök, népi dísztárgyak és Marcel Chirnoagă művei szerepelnek.
- Szaplonczai Pál udvarháza (18. század eleje, barokk). Legutóbb iskola működött benne.
- Tava az 1960-as évek elején, a máramarosszigeti fafeldolgozó kombinát építése során keletkezett.